# Giuseppe Antonio Ottavi
Giuseppe Antonio Ottavi (Bastelica, 15 novembre 1818 – Casale Monferrato, 2 settembre 1885) è stato un agronomo e divulgatore scientifico francese naturalizzato italiano.

## Biografia
Diplomatosi presso l'Institut national agronomique Paris-Grignon di Thiverval-Grignon, la più antica istituzione francese in ambito agrario, dal 1843 diresse l'Istituto agrario di Sandigliano. In seguito, nel 1851, su proposta di Giovanni Lanza nell'ambito del Consiglio Provinciale Casalese, si trasferì a Casale Monferrato, dove fu professore di agricoltura presso la neo-istituita Cattedra ambulante di agricoltura, attiva dal 1854. Il motivo per cui un agronomo di fama internazionale come lui abbia scelto Casale ed il Monferrato per sviluppare  i suoi impegni professionali è  da spiegare con il fatto che il Circondario di Casale si distingue  all'epoca come "il più  viticolo del Regno" Sabaudo e quindi luogo di agricoltura assolutamente privilegiata. Cinque anni più tardi tornò in Corsica, ad Ajaccio, con l'incarico di direttore del vivaio dipartimentale. Nel 1862 rientrò definitivamente nel Monferrato, titolare di una cattedra nel primo istituto tecnico italiano, il "Leardi" di Casale Monferrato, dove avrebbe insegnato per oltre vent'anni.
Considerato tra i più noti agronomi italiani della metà del XIX secolo, da tutti conosciuto come "papà  Ottavi", tra i suoi corrispondenti spiccano Giuseppe Garibaldi e Giuseppe Verdi, i quali gli chiesero consigli pratici. Ottavi è stato tra i più convinti assertori della necessità di modernizzazione dell'agricoltura, che ha propugnato nell'insegnamento teorico-pratico come negli scritti e promuovendo sia l'associazionismo vitivinicolo in Lombardia che l'istituzione delle cattedre ambulanti di agricoltura. Nel 1855 ha fondato il periodico «Il Coltivatore»  stampato a Casale Monferrato (poi fuso con il «Giornale vinicolo italiano»), uscito sino al 1931.
È stato socio dell'Accademia galileiana di scienze, lettere ed arti. Ha avuto dieci figli, tra i quali l'enologo Ottavio, autore nel 1882 del celebre "Trattato di enologia teorico - pratica" che fece sorgere a Casale Monferrato la prima fabbrica di "Cognac", e l'agronomo e politico Edoardo, tra I migliori giornalisti agricoli del suo tempo, Presidente di numerosi "Congressi Agrari e Vitivinicoli " in Italia  e all'estero, della "Società degli Agricoltori Italiani" e dell'"Unione delle Cattedre Ambulanti" nonché Sottosegretario all'Agricoltura  nel 1906. Una delle sue figlie, Carolina, sposò Arturo Marescalchi. 
Nel 1982 Paolo Desana, il Senatore monferrino padre della Doc (1963), fonda a Casale Monferrato il "Circolo Culturale Ottavi ", ripreso poi dal figlio Andrea che nel 2015 costituisce il "Comitato Casale Monferrato Capitale della DOC" con sede presso il castello Paloelogo. Nel 2013 a Casale Monferrato, in occasione del Cinquantenario della legge delle Doc vinicole italiane, viene rappresentato come il primo Moschettiere della Doc con Federico Martinotti, Arturo Marescalchi e Paolo Desana.  

## Opere principali
- I segreti di Don Rebo. Lezioni d'agricoltura pratica, Nani, Casale 1853 (XII ed. nel 1923) e Nobile, Napoli 1855. ed. 1854 online
- Lezioni d'agricoltura pei contadini, 4 voll., Nani (poi Maffei), Casale 1857-1871.
- Sui mezzi di migliorare l'agricoltura delle regioni meridionali ed in ispecie di quella di Sardegna, Nani, Casale 1862.
- Del buon governo dei bachi da seta, UTET, Torino 1863.
- L'agricoltore meridionale: principii generali di agricoltura per le regioni calde con applicazioni alla provincia di Girgenti, Maffei, Casale 1866.
- Monografia dei prati aritificiali coltivati ad erba medica, trifoglio, lupinella e sulla, Cassone, Casale 1871 (V ed. nel 1911)
- Eureka! Eureka! Nuovo metodo per fare fruttificare abbondantemente le viti anche in anni sfavorevoli e col risparmio di poco minore al 50% nella spesa, ossia viti ad alberello senza sostegni, Monferrato, Casale 1878.
- Il guano del Perù: sua origine, sue proprietà e norme relative al suo impiego, Monferrato, Casale 1879.
- Monografia del frumento, Monferrato, Casale 1881.
- I dodici comandamenti di mamma agricoltura, Monferrato, Casale 1882.
- La chiave dei campi, Cassone, Casale 1883.